# یورگن کلینزمن
یورگن کلینزمن (آلمانی: Jürgen Klinsmann؛ زادهٔ ۳۰ ژوئیهٔ (جولای) ۱۹۶۴) مهاجم اسبق و سرمربی فوتبال اهل آلمان است.

## دوران کودکی
شهر کوچک گوپینگن واقع در جنوب بادن-وورتمبرگ زادگاه یورگن است؛ شهری که تمام خاطرات بچگی او مربوط به آن جاست. یورگن مانند خیلی از کودکان آن زمان آلمان با فوتبال در کوچه و خیابان آشنا شد، ۸ ساله بود که برای تیم محله‌شان فوتبال بازی می‌کرد جالب این که او روزها درس می‌خواند و بعد از مدرسه در نانوایی پدرش مشغول به کار می‌شد تا در آن جا روش پخت نان را فرا گیرد؛ ولی اشتیاق به فوتبال و البته تشویق‌های والدینش هرگز مانع جدایی او از ورزش محبوبش نشد و او روزی دو ساعت آن هم در سخت‌ترین شرایط تمرین می‌کرد و به تدریج از او یک پدیده ساخته شد، پدیده‌ای که بعدها به یکی از جاودانه‌ترین ستارگان فوتبال آلمان و جهان بدل شد.

## عرصهٔ باشگاهی

### اشتوتگارت کیکرز
یورگن تا ۱۷ سالگی همچنان به صورت آماتور فعالیتش را در فوتبال ادامه داد تا اینکه وی در ۱۷ سالگی به تیم اشتوتگارت کیکرز در لیگ دسته دوم المان ملحق شد. در ابتدای کارش از سوی مربی تیم در همه پست‌ها بازی گرفته شد (به جز دروازه‌بانی). یورگن در ۶۱ بازی با پیراهن اشتوتگارت کیکرز موفق شد ۲۲ بار گلزنی کند وی همچنین در سال ۱۹۸۳ با به ثمر رساندن ۱۹ گل به عنوان آقای گل مسابقات دستهٔ دوم انتخاب شد تا همین عامل موجب بازشدن راهی به سوی ترقی برای او شود.

### اشتوتگارت

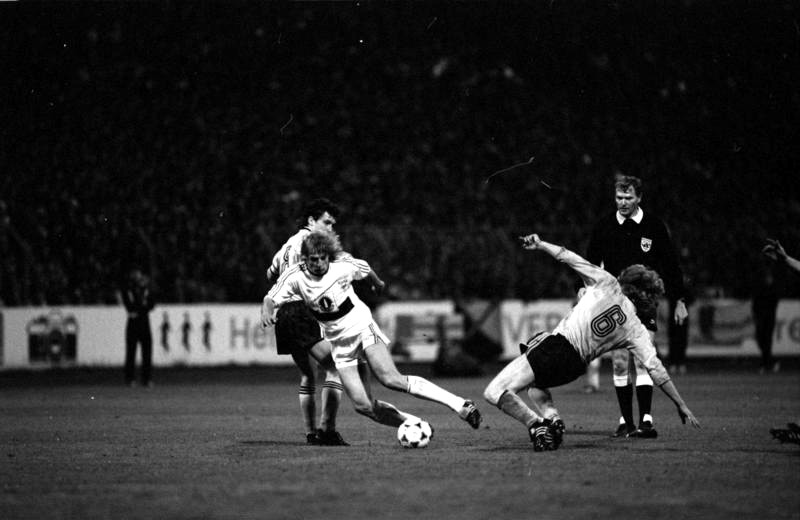
دیدار تیم‌های اشتوتگارت و دینامو درسدن

در سال ۱۹۸۴ وی به تیم اشتوتگارت می‌پیوندد و در اولین فصل حضور خود ۱۵ بار دروازهٔ حریفان را باز می‌کند. او در همین سال به عضویت تیم نوجوانان آلمان در می‌آید در سال ۱۹۸۶ کلینزمان در یک بازی ۵ گل به ثمر می‌رساند پیش از او تنها ده بازیکن موفق به کسب چنین افتخاری شده بودند در سال ۱۹۸۸ با به ثمر رساندن ۱۹ گل به عنوان بهترین گلزن بوندس لیگا معرفی می‌شود وی در همین سال به عنوان مرد سال فوتبال آلمان انتخاب شد در سال ۱۹۸۹ تیم اشتوتگارت با کلینزمان به فینال جام یوفا می‌رسد اما یاران مارادونا با شکست دادن این تیم قهرمانی را جشن می‌گیرند.

### اینتر میلان
پس از درخشش در المپیک ۱۹۸۸ سران اینتر میلان دست به خرید ستارگان آلمانی زدند. آن‌ها کلینزمان، لوتار ماتئوس، آندریاس برمه، را به عنوان شاه مهره در اختیار گرفتند و موفق شدند که در سال ۸۹ فاتح اسکودتو گردند. در سال ۱۹۹۰ کلینزمان خود را به سرعت با شرایط فوتبال ایتالیا وفق می‌دهد و ۱۳ گل برای اینتر به ثمر می‌رساند. بعد از جام جهانی ۱۹۹۰، وی و تیم اینتر فاتح جام یوفا شدند و این اولین افتخار بزرگ باشگاهی او به‌شمار می‌رفت. ۹۵ بازی و ۳۴ گل آمار نسبتاً خوبی برای او بود.

### موناکو
کلینزمان بعد از اینتر راهی تیم موناکو شد و در اولین حضورش، موناکو به مقام دومی لیگ ۱ فرانسه رسید. پس از رسوایی رشوه خواری‌های المپیک مارسی و پس از رد صلاحیت، موناکو به مقام اولی لیگ رسید و در لیگ قهرمانان سال بعد جایگزین مارسی شد. به لطف گلزنی‌های کلینزمان موناکو به نیمه نهایی رفت اما در مقابل آ ث میلان شکست خورد، کلینزمان با ۴ گل زده در لیگ قهرمانان بهترین گلزن موناکو بود. فصل ۱۹۹۴–۱۹۹۳ همراه با مصدومیت بود و موناکو به مقامی بهتر از ۹ دست نیافت و کلینزمان شروع به انتقاد از نگرش تک مهاجم بازی کردن تیم کرد و سال بعد دست به اقدامی مهم زد. اقدامی که بعداً موجب آشتی ساکسون‌ها با ژرمن‌ها شد.

### محبوبترین آلمانی انگلیس!
کلینزمان در سال ۱۹۹۴ راهی جزیره مه آلود و پایتخت همیشه بارانی شد تا برای سفیدپوشان تاتنهام بازی کند. انگلیسی‌ها که بر سر بسیای از مسایل همیشه با آلمان‌ها نزاع داشته و دارند! با انواع و اقسام توهین‌ها پذیرای این تازه‌وارد به کشورشان بودند. یکی از ورزشی نویس‌های روزنامه گاردین عنوان مقاله جنجالی اش را چنین تیتر زد: چرا ما از کلینزمان متنفریم!
اما کلینزمان همیشه با خوش‌رویی و رفتار موقر و با گلزنیهایش پاسخ ساکسون‌ها را می‌داد تا این که آخر فصل به عنوان مرد سال فوتبال لیگ جزیره انتخاب شد. همان روزنامه‌نگار روزنامه گاردین این بار در مدح او نوشت: چرا ما عاشق کلینزمان هستیم!
حتی تدی شرینگهام کلینزمان را به عنوان الگوی ورزشی خود خواند اما این پایان قصه کامیابی‌های کلینزی نبود.
وی وقتی که اعلام کرد قصد ترک لندن و بازگشت به وطن را دارد، با خیل عظیم هوادارانش مواجه شد که از او می‌خواستند تا در لندن بماند، اما کلینزمان با احترام به همه آن‌ها راهی باواریا شد تا بار دیگر شاگردی قیصر فوتبال را بکند.

### بایرن مونیخ
سال ۱۹۹۶ سالی پربار برای کلینزمان بود. تیم بایرن مونیخ با بهره جستن از مهاجمی مثل او در کنار پاپن فرانسوی و لوتار ماتئوس هم فاتح بوندسلیگا شد و هم قهرمان جام یوفا. کلینزمان در آن سال ۱۵ بار برای بایرن در اروپا گل زد تا رکوردی جاودانه را از خود به یادگار بگذارد، مجموع ۱۵ گل در ۱۲ بازی رکوردی که هنوز شکسته نشده است.

### سال‌های پایانی
وی پس از آن راهی ایتالیا شد و سال‌های پایانی بازی اش را در سمپدوریا گذراند و سپس به‌طور قرضی به تاتنهام رفت و تیم با او از سقوط به دسته پایین‌تر نجات پیدا کرد و در سال ۱۹۹۸ با بازی در برابر ساوتهمپتون در روز پایانی لیگ برتر در کنار دوستان نزدیک و هوادارانش از مستطیل سبز خداحافظی کرد.

## عرصهٔ ملی
در سال ۱۹۸۷ وی همراه با تیم ملی فوتبال آلمان به آمریکای جنوبی سفر می‌کند و اولین بازی ملی خود را مقابل برزیل انجام می‌دهد. این بازی با نتیجهٔ ۱–۱ به پایان رسید. کلینزمان همراه با تیم ملی آلمان بازی‌های خوبی را در جام ملت‌های اروپا سال ۱۹۸۸ انجام می‌دهد و همراه با تیم المپیک این کشور در سئول مدال برنز المپیک را دریافت می‌کند. وی در این سال به عنوان مرد سال فوتبال آلمان انتخاب شد.

### جام جهانی ۱۹۹۰
جام جهانی ۱۹۹۰ در سرزمین چکمه برگزار شد و این ژرمن‌ها بودند که توانستند بر بام جهان بایستند. کلینزمان در این سال با تیم پر ستارهٔ آلمان با شکست آرژانتین و دیگو مارادونا در فینال جام را در ایتالیا نصیب خود می‌کنند و قهرمان جهان می‌شوند کلینزمان در این جام ۳ گل زد در همین سال کلینزمان بعد از زلزله رودبار و منجیل با مردم مصیبت زده این شهرها ابراز همدردی کرد و جزء معدود بازیکن فوتبال‌های حرفه‌ای بود که برای کمک به مردم این منطقه گام برداشت. فدراسیون فوتبال ایران در جام جهانی ۱۹۹۸ فرانسه و پیش از بازی ایران و آلمان با اهدای تابلو فرش به کلینزمان از حرکت انسان دوستانه کلینزمن تقدیر کرد.

### جام ملت‌های اروپا ۱۹۹۲
در سال ۱۹۹۲ در جریان رقابت‌های جام ملت‌های اروپا در سوئد نیمکت‌نشین می‌شود اما پس از مصدومیت رودی فولر بار دیگر به ترکیب اصلی تیم راه می‌یابد. آلمان به دیدار فینال راه می‌یابد اما در مقابل تیم شگفتی‌ساز دانمارک شکست می‌خورد.

### جام جهانی ۱۹۹۴
جام جهانی ۱۹۹۴ با درخشش یورگن در مرحله گروهی آغاز شد. او در سه باز گروهی چهار گل زد و سبب صعود تیمش به مرحله یک‌هشتم شد. در مقابل بلژیک یکی از گل‌های تیمش را زد و در پیروزی ۳–۲ در مقابل بلژیک تأثیرگذار بود. اما در یک چهارم ژرمن‌ها با شکست برابر بلغارستان راهی خانه شدند. کلینزمان با ۵ گل زده بهترین مهاجم آلمان در جام بود و در همین سال به عنوان مرد سال فوتبال آلمان انتخاب شد.

### جام ملت‌های اروپا ۱۹۹۶
در جام ملت‌های اروپا ۱۹۹۶ آلمان با کاپیتانی کلینزمان با پیروزی در مقابل دیدگان ۷۶۰۰۰ تماشاچی ورزشگاه ومبلی انگلستان در ضربات پنالتی انگلیس را می‌برد و در فینال با دو گل الیور بیرهوف در مقابل تک گل پاتریک برگر چک را شکست می‌دهد. تیم ملی آلمان موفق شد برای سومین بار فاتح جام ملت‌های اروپا شود تا کاپیتان کلینزمان جام خوش نقش اروپا را از دستان ملکه انگلستان دریافت کند. کلینزمان با ۳ گل زده بهترین گل زن تیمش بود.

### جام جهانی ۱۹۹۸
جام جهانی ۹۸ با گلزنی‌های یورگن و الیور بیرهوف آغاز شد ولی آلمان در مرحله یک چهارم مغلوب کرواسی می‌شود.
خیره به نقطه‌ای نامعلوم، مغموم و ناراحت در حالی که پیراهن حریف که در پایان بازی عوض کرده بود را روی شانه‌اش انداخته و به رختکن بازمی‌گشت.
این آخرین حالت یورگن کلینزمان مهاجم سابق تیم ملی آلمان است که علاقه‌مندان از او در ۴ ژوئیه ۱۹۹۸ و در ورزشگاه ژرلان به خاطر دارند. حالتی که با دوران پرافتخار بازیگریش همخوانی نداشته است. شکست ۳ بر صفر مقابل کرواسی در مرحله یک چهارم پایانی جام جهانی ۹۸ پایانی ناامیدکننده برای ژرمن‌ها در آن سال بود.
کلینزمن به اولین بازیکنی تبدیل شد که در تاریخ برای اولین بار حداقل در سه جام جهانی حداقل سه گل زده است.

## سال‌های مربیگری

### تیم ملی المان
کلینزمان از ۲۶ ژوئیه ۲۰۰۴ و زمانی که ۴۰ سال داشت از سوی فدراسیون فوتبال آلمان به عنوان سرمربی تیم ملی فوتبال این کشور منصوب شد و به همراه الیور بیرهوف و یوآخیم لو تصمیم گرفت تا تیم ملی آلمان را در کشور خودش قهرمان جهان کند. 

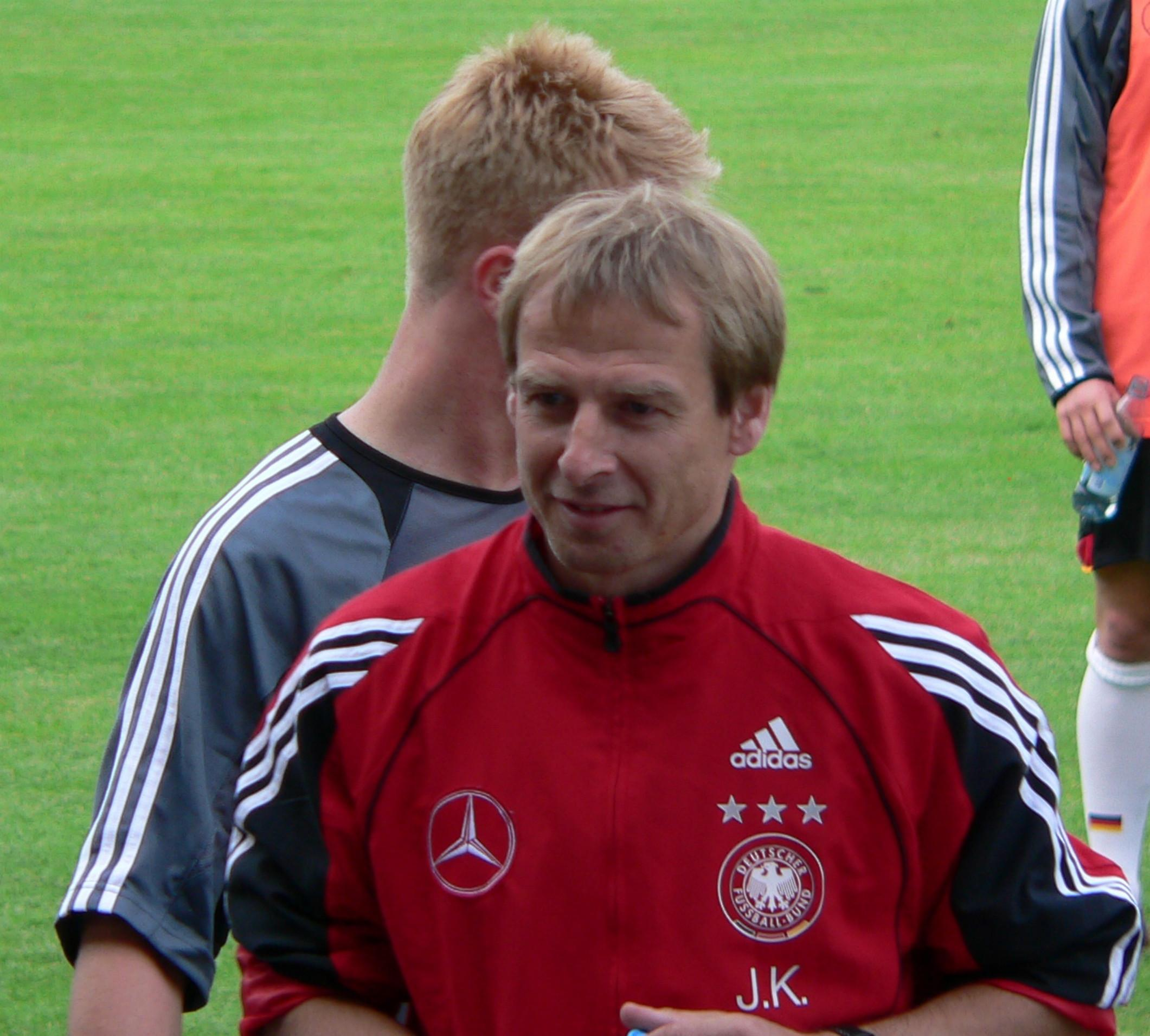
یورگن کلینزمان مربی تیم ملی المان از سال ۲۰۰۶–۲۰۰۴

به جرئت می‌توان گفت یورگن کلینزمان به عنوان یک مربی در کنار زمین فعالیتش کمتر از بازیکنان نبود. حرکاتی که در زمان شادی به هنگام گل زدن تیم یا حرکاتی که در زمان ناراحتی و افسوس به خاطر گل خوردن انجام می‌داده بسیار معروف است. او پس از اینکه با تیمِ جوان آلمان توانست در مقابل برزیل بازی را با نتیجه مساوی یک بر یک به پایان برساند توانست تیم ملی آلمان را در مقابل تیم ملی اتریش به پیروز از زمین بیرون آورد. سرمربی تیم ملی فوتبال آلمان چند ماه مانده به برگزاری مسابقات جام جهانی ۲۰۰۶ مورد انتقادات شدید از سوی رسانه‌ها، سیاستمداران و ورزش دوستان قرار گرفت. به‌خصوص پس از شکست ۴ بر ۱ تیمش در مقابل تیم ملی ایتالیا در اول مارس ۲۰۰۶ در معرض انتقادات بیشتری قرار گرفت. در جام جهانی ۲۰۰۶، عملکرد تیم کلینزمان باعث خاموش شدن منتقدان شد ۳ برد در دور اول برابر کاستاریکا و لهستان و اکوادور و صعود به عنوان تیم اول و سپس پیروزی ۰–۲ در مقابل سوئد در مرحله یک‌هشتم نهایی و شکست آرژانتین در ضربات پنالتی با نتیجه ۴–۲ در یک چهارم نهایی، در روز ۴ ژوئیه در مقابل ایتالیا در ۹۰ دقیقه فوتبال به نتیجه ۰–۰ رسیدند و در دو وقت اضافه ۱۵ دقیقه ای با نتیجه ۲–۰ مغلوب ایتالیا شدند و در بازی رده‌بندی با پیروزی ۳–۱ در برابر پرتقال همراه آلمان به مقام سومی دست پیدا کرد. یورگن کلینزمان در ۱۲ ژوئیه ۲۰۰۶ در حالی که آلمان را به مقام سومی جهان در جام جهانی ۲۰۰۶ رساند، استعفاء داد این در حالی بود که همه از او خواهش می‌کردند در سمت خود باقی بماند همان‌هایی که در ماه‌های اولیه کار کلینزمان در روزنامه‌ها تیتر زدند: کلینزمان قاتل است! کلینزمان در حالی که تیم ملی فوتبال آلمان روزهای بسیار بدی را می‌گذراند توانست با مربیگری خوبش آلمان را به یکی از بهترین تیم‌های فوتبال جهان تبدیل کند. تیمی که بیشتر بازیکنان آن جوان و زیر ۲۲ سال می‌باشند. با مربیگری یورگن کلینزمان، لوکاس پودولسکی بهترین بازیکن جوان جام جهانی و میروسلاو کلوزه آقای گل در این رقابت‌ها شد. او حتی بعد از استعفاء نیز حمایت خود را از تیم ملی فوتبال آلمان قطع نکرد و با حمایت او، میشائیل بالاک به تیم چلسی پیوست.

### بایرن مونیخ
یورگن در ژوئیه ۲۰۰۸ به عنوان سرمربی بایرن مونیخ انتخاب می‌شود و در لیگ قهرمانان نتایج خوبی می‌گیرد. بایرن در دور اول به عنوان تیم اول صعود می‌کند و در یک‌هشتم نهایی نتیجه‌ای شگفت‌انگیز ۵–۰ در دور رفت و ۷–۱ در دور برگشت و در مجموع ۱۲–۱ اسپورتینگ لیسبون را شکست می‌دهد اما در مقابل تیم آماده بارسلونا در نیوکمپ ۴–۰ مغلوب و در دور برگشت در آلیانز به نتیجه ۱–۱ و در مجموع ۵–۱ حذف می‌شود. در بوندس لیگا تیم فوتبال بایرن مونیخ در ورزشگاه خانگی آلیانز آرنا مقابل شالکه ۰۴ تن به شکست یک بر صفر می‌دهد و نمی‌تواند خواست‌های سران بایرن را برآورده کند و با توجه به شکست تیم در مرحله یک چهارم نهایی لیگ قهرمانان اروپا برابر بارسلونا باشگاه بایرن مونیخ یورگن کلینزمان را تنها پس از یک فصل حضور در این تیم، از سمت سرمربیگری تیم فوتبال این باشگاه برکنار کرد.

## تیم ملی آمریکا
کلینزمان از سال ۲۰۱۱ تا ۲۰۱۶ سرمربی تیم ملی فوتبال ایالات متحده بود.
یورگن کلیزمان در فوریه سال ۲۰۲۳ سرمربی تیم ملی فوتبال کره جنوبی شد ولی بخاطر نتایج ضعیف در سال ۲۰۲۴ و بعد از مسابقات جام ملت‌های آسیا ۲۰۲۳ قطر اخراج شد.

## زندگی شخصی
او ساکن جنوب کالیفرنیا است، همسرش دبی چین (Debbie Chin) یک آمریکایی چینی-تبار است، و مفسر ورزشی فوتبال شبکه ای‌اس‌پی‌ان آمریکا است. پسر وی که جاناتان نام دارد هم‌اکنون دروازه‌بان تیم هرتا برلین است. کلینزمن در سال ۱۹۹۵ یک بنیاد خیریه بین‌المللی با نام آگاپدیا به معنای «عشق به کودکان» برای کودکان تأسیس کرد. همچنین به جهت کمک‌های انسان‌دوستانه‌اش به مردم زلزله‌زده ایران طی زمین‌لرزه ۱۳۶۹ رودبار و منجیل در جام‌جهانی ۱۹۹۸ توسط احمدرضا عابدزاده کاپیتان تیم ملی ایران از او تقدیر شد. کلینزمن تابعیت آمریکا را کسب کرده است.

## افتخارات

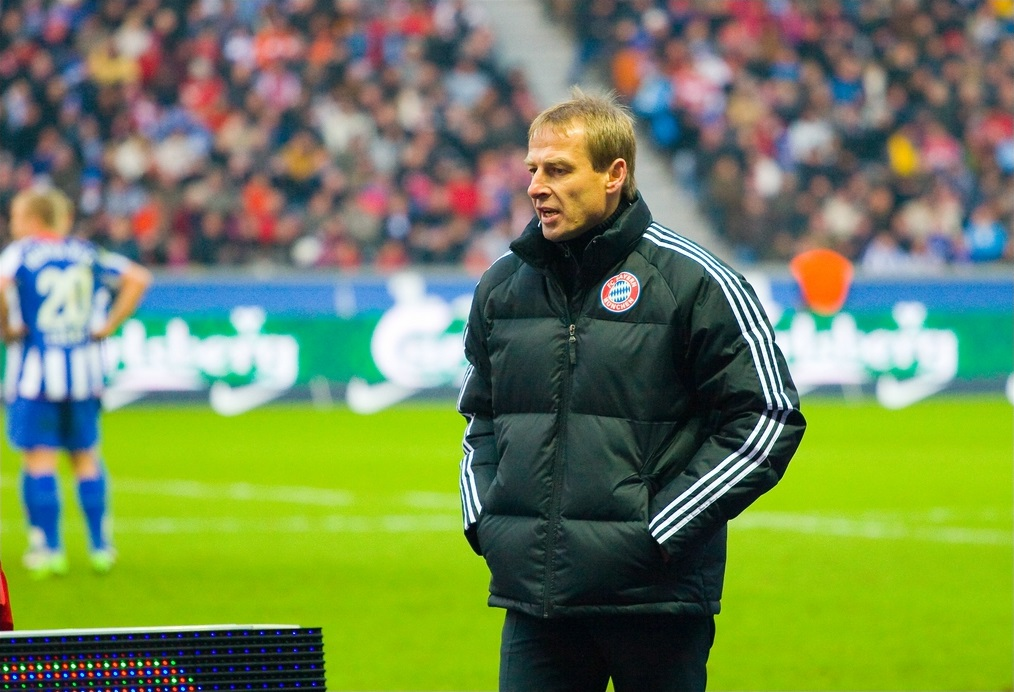

### شخصی
- مرد سال فوتبال آلمان: ۱۹۸۸؛۱۹۹۴
- مرد سال فوتبال لیگ جزیره: ۱۹۹۵
- آقای گل بوندسلیگا: ۱۹۸۸
- آقای گل جام یوفا: ۱۹۹۶

### باشگاهی
- قهرمان سوپرجام ایتالیا:۱۹۸۹
- قهرمان جام یوفا: ۱۹۹۶;۱۹۹۱
- قهرمان بوندسلیگا: ۱۹۹۷
- قهرمان جام حذفی المان: ۱۹۹۷

### ملی
- جام ملتهای اروپا: قهرمان ۱۹۹۶
- جام ملتهای اروپا: نائب قهرمان ۱۹۹۲
- جام جهانی فوتبال: قهرمان ۱۹۹۰

مربیگری
- مقام سوم جام جهانی ۲۰۰۶